# Willem Scheffer
Joseph Willem Frederik Scheffer (Poortugaal, 28 december 1846 — Doorwerth, 17 juli 1917) was een Nederlandse ondernemer en grootgrondbezitter.

## Biografie
Willem Scheffer groeide op in Portugaal en Weesp en was de broer van Rudolph Scheffer. Hij studeerde aan de Polytechnische School te Delft, maar voltooide zijn studie niet. In 1873 werd hij aangenomen als boekhouder bij de chocoladefabriek Van Houten. Mede vanwege zijn huwelijk met Geertruida (Tru) van Houten klom hij op in het bedrijf en hij werd in 1883 benoemd tot vennoot van de firma. Willem Scheffer trad naar buiten toe op als boegbeeld van het bedrijf en hij werd in 1889 door de Amsterdamsche Courant aangeduid als ‘Cacaokoning van Nederland’. In 1890 liet hij een door de architect Berlage ontworpen villa bouwen aan de Buitenveer in Weesp.
Na het overlijden van zijn vrouw in 1893 ontstonden conflicten in het bedrijf. Scheffer trad in 1894 terug maar hij behield zijn aandelen en daarmee zijn jaarlijkse winstuitkering.
Scheffer verhuisde in datzelfde jaar naar Gelderland, naar het landgoed Duno nabij Doorwerth. Aanvankelijk huurde hij het landgoed maar hij wist het in 1898 te kopen. In 1895 trouwde hij voor de tweede maal, nu met zijn nicht Jacoba Cornelia Hermina Scheffer.
Scheffer liet de bossen van de Duno verfraaien door de tuinarchitecten Hendrik Copijn en Leonard Springer en liet op en rond de Duno verschillende woningen bouwen. In 1907 verkocht Scheffer zijn aandelen in de firma Van Houten en kon daarmee zijn grondbezit vergroten. Hij kocht de aan de oostzijde van de Duno gelegen Valkeniersbossen, Westerbouwing en Drielse veer. In 1908 kocht hij het ten westen van de Duno gelegen kasteel Doorwerth met bijbehorende bossen.
In het tot de Duno behorende dal van de Seelbeek startte Willem Scheffer na 1901 de modelboerderij “Het Huis ter Aa”, waar geprobeerd werd op een zodanig hygiënische wijze melk te produceren dat nabehandeling door pasteurisatie of sterilisatie niet nodig was. Hoewel het bedrijf veel aandacht trok werd het nooit rendabel en in 1915 werd het bedrijf geliquideerd.  Het terrein werd gekocht door de Hoogezandse rubberfabrikant Dirk Frans Wilhelmi die zijn Heveafabriek erheen verplaatste en er arbeiderswoningen bouwde. In 1919 kreeg dit complex de naam Heveadorp. Willem Scheffer overleed op 17 juli 1917.